# Charles Demuth
Charles Demuth (Lancaster, 9 novembre 1883 – Lancaster, 23 ottobre 1935) è stato un pittore statunitense precisionista.

## Biografia

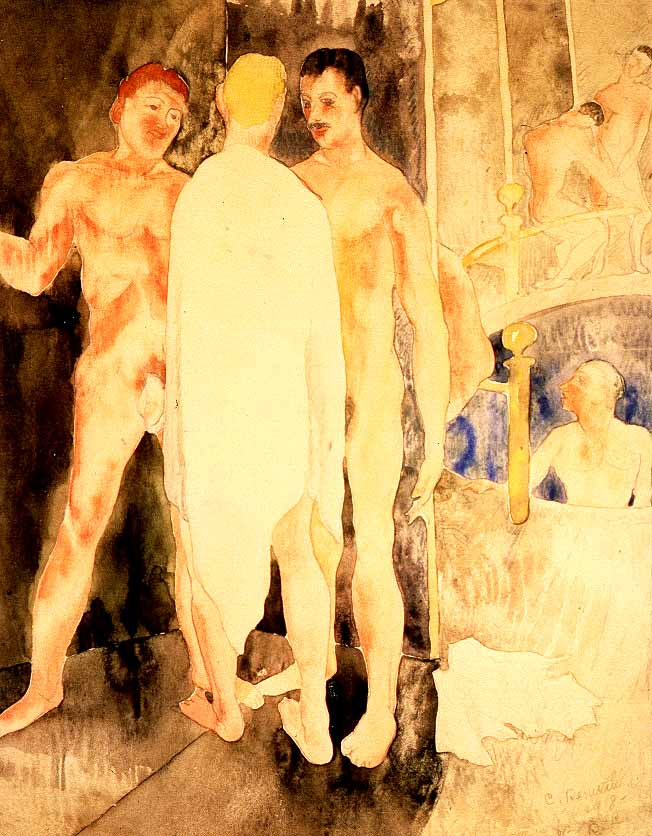
Charles Demuth, Bagno turco con autoritratto, 1918

Nato a Lancaster in Pennsylvania, Demuth studiò presso la Pennsylvania Academy of the Fine Arts a Filadelfia dove conobbe, alla locanda che gestiva, William Carlos Williams. Da lì nacque un'amicizia che sarebbe durata poi per tutta la vita.
Una volta terminati gli studi a Filadelfia, Demuth si trasferì per studio a Parigi presso l'Académie Colarossi e l'Académie Julian: qui divenne parte del movimento artistico dell'Avant garde. La comunità artistica si rivelò inoltre capace di accettare l'omosessualità di Demuth.
Nell'ambiente parigino conobbe anche Marsden Hartley, semplicemente avvicinandosi ad un gruppo di artisti americani a tavola e chiedendo se poteva sedersi con loro. Demuth aveva molto senso dell'umorismo e amava i doppi sensi. Marsden Hartley gli chiese di diventare membro permanente del loro gruppo.
Attraverso Hartley Demuth conobbe Alfred Stieglitz e divenne membro del Gruppo Stieglitz. In 1926, per la prima volta, ebbe un'esposizione personale presso una galleria di New York, gestita dal suo amico e compagno Alfred Stieglitz.
Demuth venne o ferito quando era bambino (all'età di soli quattro anni) o contrasse la poliomielite o la tubercolosi all'anca che lo rese zoppo e lo costrinse ad usare un bastone da passeggio. Sviluppò in seguito il diabete e fu una delle prime persone negli Stati Uniti a ricevere l'insulina. Passò gran parte della sua vita in condizioni di salute precarie, morendo a Lancaster all'età di soli 51 anni a causa di complicazioni diabetiche.

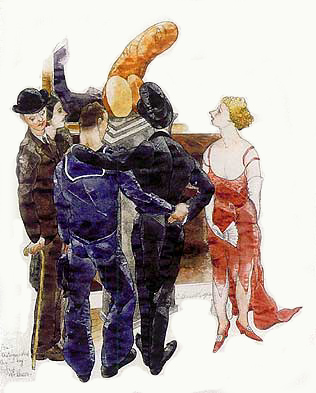
Charles Demuth, A distinguished air, 1930

Il suo dipinto più famoso, "The Figure 5 in Gold", fu ispirato dalla poesia del suo amico William Carlos Williams "The Great Figure". Questo è uno di nove ritratti che Demuth creò per onorare il suo amico. Dipinse ritratti anche per artisti come Georgia O'Keeffe, Arthur Dove, Charles Duncan, Marsden Hartley, John Marin e per scrittori quali Gertrude Stein, Eugene O'Neill Wallace Stevens e Williams.
Ne creò uno anche per l'intrattenitore travestito Bert Savoy.